# Deutschland-Rundfahrt 1981
| Endstand nach der 6. Etappe |                         |                          |
| Sieger                      | Silvano Contini         | 33:14:29 h (37,155 km/h) |
| Zweiter                     | Theo de Rooij           | + 0:12 min               |
| Dritter                     | Tommy Prim              | + 0:43 min               |
| Vierter                     | Gery Verlinden          | + 0:43 min               |
| Fünfter                     | Alfons De Wolf          | + 0:44 min               |
| Sechster                    | Klaus-Peter Thaler      | + 0:54 min               |
| Siebter                     | Juan Fernández          | + 0:55 min               |
| Achter                      | Marino Lejarreta        | + 1:54 min               |
| Neunter                     | Erwin Lienhard          | + 2:00 min               |
| Zehnter                     | Jostein Wilmann         | + 2:05 min               |
| Punktewertung               | Gregor Braun            | 26 P.                    |
| Zweiter                     | Tommy Prim              | 14 P.                    |
| Dritter                     | Ludo Delcroix           | 14 P.                    |
| Bergwertung                 | Daniel Gisiger          | 13 P.                    |
| Zweiter                     | Faustino Rupérez        | 5 P.                     |
| Dritter                     | José-Luis Laguia        | 5 P.                     |
| Teamwertung                 | Bianchi-Piaggio         | 99:48:42 h               |
| Zweiter                     | Cilo-Aufina             | + 11:15 min              |
| Dritter                     | Capri Sonne-Koga Miyata | + 13:17 min              |

Die Deutschland-Rundfahrt 1981, ein Etappenrennen im Straßenradsport, wurde vom 2. bis 8. August 1981 ausgetragen. Sie führte von Frankfurt am Main über 1.235,1 Kilometer nach Stuttgart. Bei einem Prolog, der ein Einzelzeitfahren war, gab es sieben Etappen, darunter ein weiteres Einzelzeitfahren auf der Abschlussetappe.
Es gingen 92 Fahrer in elf internationalen Firmenteams, ein Nationalteams aus Spanien sowie eine gemischte Mannschaft mit Fahrern aus  Deutschland und der Schweiz an den Start. Das Ziel erreichten 77 Starter, wobei der Sieger die Distanz mit einem Stundenmittel von 37,155 km/h zurücklegte.
Silvano Contini sicherte sich knapp den Gesamtsieg. Gregor Braun, der Vorjahressieger, musste sich mit dem Sieg in der Sprintwertung begnügen, während Daniel Gisiger im Kampf um den Bergpreis am Ende als Sieger hervorging.

## Etappen
| Etappen       | Tag       | Start – Ziel                       | km        | Etappensieger     | Gesamterster    |
| ------------- | --------- | ---------------------------------- | --------- | ----------------- | --------------- |
| Prolog        | 2. August | Frankfurt am Main                  | 6,7 (EZF) | Dietrich Thurau   | Dietrich Thurau |
| 1. Etappe     | 3. August | Frankfurt am Main                  | 214       | Theo de Rooij     | Theo de Rooij   |
| 2. Etappe     | 4. August | Frankfurt am Main – Pforzheim      | 220       | Serge Demierre    | Theo de Rooij   |
| 3. Etappe     | 5. August | Pforzheim – Villingen-Schwenningen | 213       | Giuseppe Saronni  | Silvano Contini |
| 4. Etappe     | 6. August | Villingen-Schwenningen – Konstanz  | 235       | Dietrich Thurau   | Silvano Contini |
| 5. Etappe     | 7. August | Konstanz – Aalen                   | 215       | Flip Vandenbrande | Silvano Contini |
| 6. Etappe (a) | 8. August | Aalen – Esslingen                  | 122       | Pol Verschuere    | Silvano Contini |
| 6. Etappe (b) | 8. August | Esslingen – Stuttgart              | 10 (EZF)  | Gery Verlinden    | Silvano Contini |